# Stadtbuch
Im Stadtbuch (historisch auch Stattbuch) wurden wichtige rechtlich verbindliche Anordnungen einer Stadtverwaltung aufgezeichnet. Sie kamen mit der wachsenden Selbständigkeit der mittelalterlichen Stadt (im 12. Jahrhundert) gegenüber dem Landesherrn auf.
Den Begriff prägte K. G. Homeyer (1861) in Anlehnung an die zeitgenössische Bezeichnung als liber civitatis, Statpuech etc. Er wurde aufgegriffen und kanonisiert durch die Arbeiten von Konrad Beyerle (1910) und Paul Rehme (1913/27).

## Hintergrund

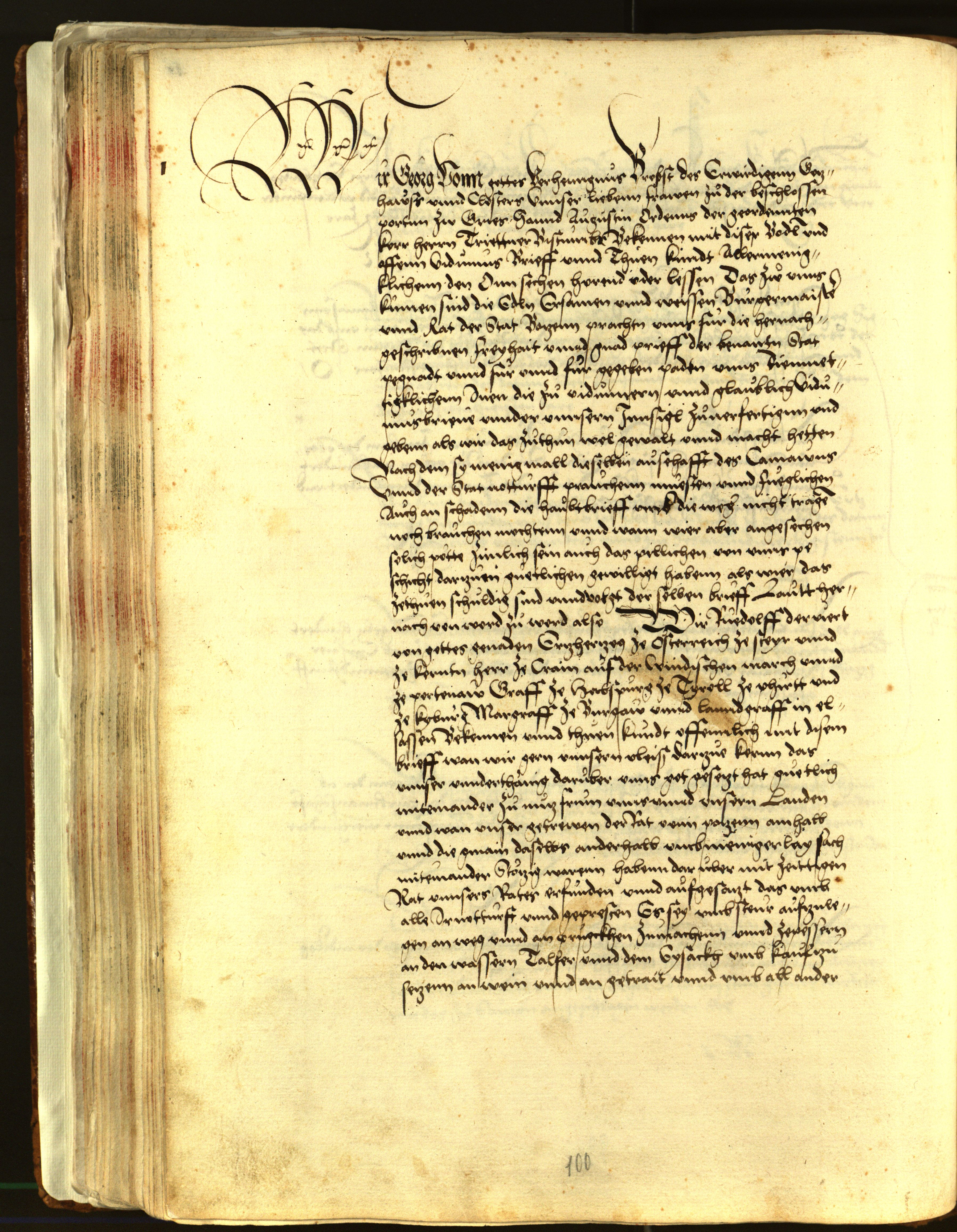
Bozen: Das Stadtbuch Hs. 140 von 1472–1525, fol. 76v, mit einer Abschrift des Bozner Stadtrechtsprivilegs Erzherzog Rudolfs IV. von Österreich von 1363 Sept. 29

Da die Stadtbücher einen sehr unterschiedlichen Inhalt haben, ist ihr Entstehen nur mit einer allgemein wachsenden Schriftlichkeit zu erklären. Als liber privilegiorum waren sie Kopialbücher, die zur Absicherung der mittelalterlichen Städte gegenüber ihren Stadtherren dienten. Als Statutenbücher sammelten sie das in der Stadt gültige Recht, als Gerichtsprotokolle die Urteile, und legten damit die schriftliche Grundlage für das Zusammenwirken der Bürgerschaft, für die stadteigene Gerichtsbarkeit und die Verwaltung. Als Protokolle der freiwilligen Gerichtsbarkeit schufen sie Rechtssicherheit im Geschäftsleben. Zugleich sind Stadtbücher auch repräsentativer Ausdruck des stadtbürgerlich-kommunalen Selbstverständnisses.
Die ältesten sind die um 1130 entstandenen Kölner Schreinsbücher (Grundbuch). Sie verbreiteten sich insbesondere in Norddeutschland im 13. Jahrhundert (Kiel 1242, erhalten komplett von 1264 bis 1289, Rostock um 1254, Wismar 1272). Da sie von den Stadtschreibern geführt und im Ratsauftrag verwahrt wurden, erhielten sie öffentliche Glaubwürdigkeit und bekamen bis zum 14. Jahrhundert prozessuale Beweiskraft. In einzelnen Fällen blieben die Bücher auch in späteren Zeiten noch von einiger Bedeutung für das städtische Selbstverständnis, so wurde das um 1504 entstandene, sogenannte Volkacher Salbuch noch im 17. Jahrhundert für die Klärung schwelender Verfahren herangezogen.

## Inhalt und Struktur

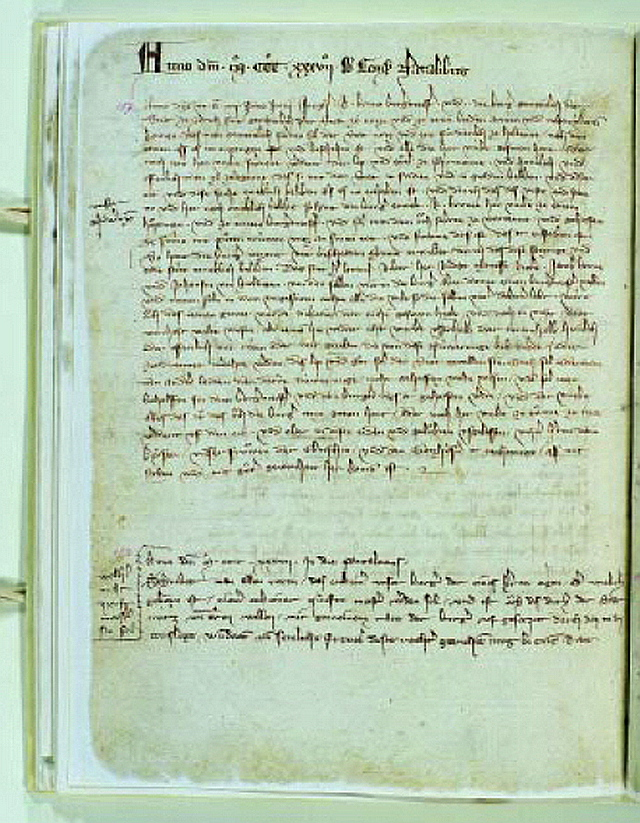
Zürich: Das Stadtbuch von 1292 bis 1371, Eintrag vom 7. Juni 1336

Gerade die älteren Stadtbücher, wie z. B. die Libri memoriales aus Stralsund (seit 1320), die Gedenkbücher aus Braunschweig (Mitte des 14. Jahrhunderts), Lüneburg (1409) oder Bremen (Mitte des 15. Jahrhunderts), hatten zunächst ausschließlich gemischte Inhalte. Besonders seit dem 14. Jahrhundert entwickelten sich verschiedene Stadtbuchserien für einzelne Geschäftsgattungen: für die Rechtsakte des Rates, für die Rechtsgeschäfte zwischen Bürgern (Liegenschaftsangelegenheiten, Heiratsverträge), für Finanzangelegenheiten, für Statuten, Stadtrecht und Verordnungen, für Gerichtsprotokolle und -urteile, für Bestallungen und Diensteide der Stadtbediensteten, als Journal der ein- und ausgehenden Korrespondenz, als Neubürgerverzeichnisse, Ausbürgerungen und Urfehden etc.:
- in Statutenbücher (Verfassung, Privilegien und Verordnungen),
- in Bücher über die Rechtsprechung,
- in Bücher über die Verwaltung,
- in Bücher über die Organisation stadtwichtiger Leistungen wie Boten- und Kurierdienste, Geleitschutz, Steuererhebung, Versorgung, Entsorgung,
- in Bücher zu wichtigen Vereinbarungen der Stadtbürger untereinander. Die Stadtbücher als Methode, Rechtsgeschäfte zwischen Privatpersonen abzusichern (z. B. im Schuldbuch von Stralsund von 1228, von Hamburg von 1228, im Lübecker Ober- und Niederstadtbuch 1227/1277/1325, in den Neubürgerlisten von Kulmbach 1250, von Nürnberg 1302, im Revaler Kämmereibuch 1363 oder im Rigaer Erbebuch 1384), stand in Konkurrenz zum Notariatsinstrument, weshalb diese Art der Stadtbücher in Italien sich nie durchsetzen konnte.
- und in späterer Zeit historisch relevante Aufschreibungen (Chroniken).

## Ausführung
Eine der Pflichten des Stadtschreibers war die gewissenhafte Führung des Stadtbuches. In den Kanzleien größerer Städte delegierte der Oberstadtschreiber (pronotarius) die reine Protokolltätigkeit an seinen ersten Gehilfen, den Unterstadtschreiber (notarius).
Die Schreiber notierten die Einträge zunächst auf Wachstafeln oder Papierbögen und übertrugen sie dann in die Stadtbücher. Die Stadtbücher selbst sind nur selten auf Pergament, meistens auf Papier geschrieben. Eintragungen über erledigte Rechtsgeschäfte konnten durch Streichung getilgt werden. Die Stadtbucheinträge sind zunächst lateinisch verfasst, seit der 2. Hälfte des 14. Jahrhunderts zunehmend auch volkssprachlich.

## Bedeutung
Die Stadtbücher erlauben einen tiefen Einblick in das bürgerliche Leben der mittelalterlichen Städte; ihr Quellenwert reicht von der Rechtsgeschichte über die städtische Politik bis zu Bevölkerungsstatistiken und der Sozialstruktur der Stadtbürger.